# Облако Mail
Облако Mail, ранее Облако Mail.ru — облачное хранилище данных российской компании VK. Позволяет хранить музыку, видео, изображения и другие файлы в облаке и синхронизировать данные на компьютерах, смартфонах или планшетах, а также делиться ими с другими пользователями Интернета. В ноябре 2013 компания получила награду «Премия Рунета» за своё облачное решение.
Бесплатный объём хранения данных составляет 8 Гб (ранее 100 Гб, в бесплатной версии размер одного файла ограничен 2 Гб) с возможностью платного увеличения до 4 Тб. В «Облаке» реализована работа с общими папками и онлайн-редактирование документов, таблиц и презентаций. Есть такие функции, как двухфакторная аутентификация, вход в мобильные приложения по Touch ID и PIN-коду, автоматическая проверка загружаемых файлов на вирусы, автоматическая загрузка фотографий со смартфона и выборочная синхронизация, распознавание документов на фотографиях. Входит в пакет VK WorkSpace.
По данным компании, к середине марта 2015 года было зарегистрировано почти 24 миллиона облаков, в которых хранилось порядка 3,2 миллиарда файлов общим объёмом 18,9 петабайта. По данным компании, на Россию приходится почти 65 % пользователей сервиса, ещё примерно 12 % — на Украину, около 8 % пользователей — из Турции, 4 % — из Казахстана, 3 % — из Белоруссии.

## История
Файлы@Mail.Ru — предшественник сервиса, бесплатная служба для обмена файлами по сети от компании Mail.Ru работала с марта 2008 года по 2014 год, и по мере выхода из бетатестирования сервиса Облако Mail.Ru была закрыта.. Сервис ограничивал:
- неавторизованным пользователям — размер файла 100 Мб и срок хранения 3 дня
- авторизованным — размер файла 1 гигабайт, время хранения 90 дней, суммарный объём сохраняемого 10 гигабайт.
- Сервис Файлы@Mail.Ru предоставлял и платные услуги под названием «VIP», с увеличенными вдвое лимитами на размер файла, срок хранения и суммарный объём[источник не указан 3146 дней].

### 2013

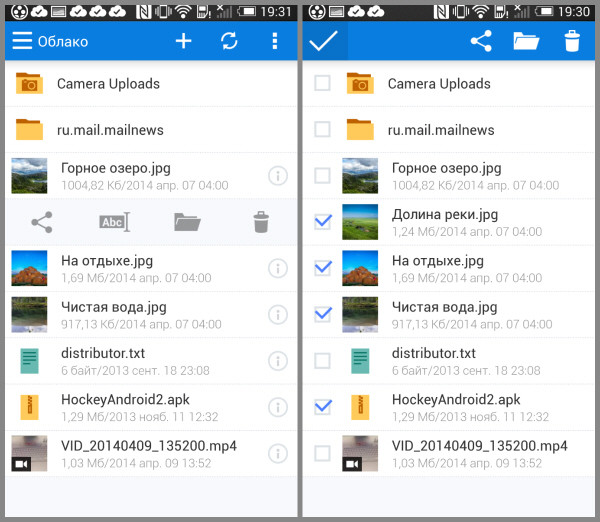
Скриншот мобильного приложения «Облака» для Android.

Бета-тестирование облачного хранилища стартовало 26 августа 2013 года. Принять участие мог любой пользователь сервисов Mail.ru. Компания предоставила 100 Гб для хранения файлов, а также представила программы для работы с сервисом для Windows и OS X и разработала специальный клиент под Linux, также выпущены мобильные приложения облака для Android и iOS.
21 ноября компания получила награду «Премия Рунета» в номинации «технологии и инновации» за «Облако Mail.ru для бизнеса».
В период с 20 декабря 2013 по 20 января 2014 при установке приложения «Облако Mail.ru» на компьютер или мобильное устройство пользователь получал бесплатно хранилище в 1 Тб.

#### Скандальное лицензионное соглашение
В конце декабря 2013 года пользователи заметили в условиях использования сервиса пункт о передаче Mail.ru прав на пользовательский контент. Позже сервис внес изменения в условия лицензионного соглашения, исключив из него пункт о том, что пользователь передает сервису права на использование загруженного контента, включая доведение до всеобщего сведения, пpосмотр, воспроизведение, перевод и переработку.

### 2014
7 февраля 2014 года компанией было запущено приложение для Windows Phone, поддерживающее синхронизацию фотографий, видеозаписей, загрузку документов и других файлов. Приложение доступно для загрузки в Windows Phone Store.
В начале апреля с обновлением приложения для iOS появилась возможность сохранять видео в память смартфона или планшета для автономного просмотра. В это же время владельцы Android-устройств получили поддержку потокового видео, без необходимости загружать видео в память.
По данным Dr.Web, с 8 апреля в «Облаке» присутствовали сразу несколько опасных троянцев: Trojan.Encoder.102, Trojan.Encoder.427, Trojan.Encoder.432 и Trojan.Encoder.438. Они шифровал данные и требовали внесения денежных средств за возврат файлов в прежнее состояние. К 15 апреля угроза была устранена, а сервис внедрил антивирусную проверку новых файлов.
22 апреля компания связала почтовый и облачные сервисы, позволив сохранять любой файл из почты в «облако», а также прикреплять файлы из «облака» к письму без необходимости предварительно загружать файл на устройство. При этом файлы больше 25 Мб прикрепляются в виде ссылки для скачивания. По данным Mail.ru, до 30 % отправлений имеет вложения.
«Облако» — это не просто онлайн-хранилище, а скорее рабочая среда, в которой пользователь может эффективно решать свои задачи, не привязываясь к конкретному устройству.
<...> Уже сегодня мы начинаем переносить самые востребованные продукты в инфраструктуру нашего «Облака».
5 июня была выпущена адаптированная версия приложения для iPad, которых среди пользователей iOS-клиента было около 20 %. Решение для планшета выстроено вокруг максимально удобного просмотра и работы с фотографиями.
26 июня была запущена бета-версия встроенного в «Облако» онлайн-редактора документов с поддержкой форматов .doc и .docx. Пользователь может выбирать размер, стиль и цвет шрифта, а также создавать списки и выравнивать текст. Результат редактирования пользователи могут сохранять на диске в облаке или на жёстком диске компьютера. Компания заявила о планах реализовать совместную работу над документами.

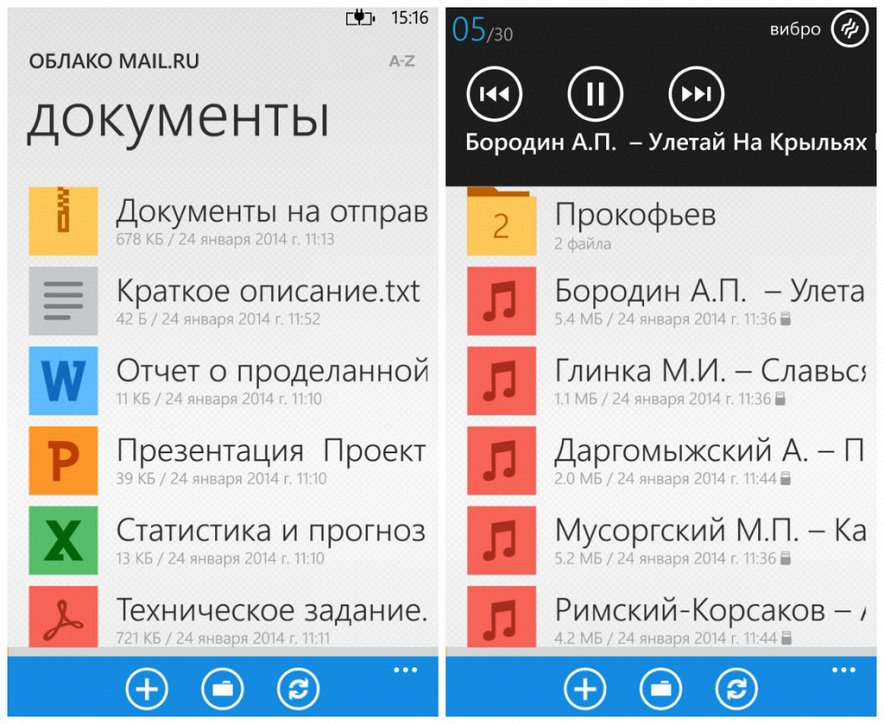
Скриншот мобильного приложения «Облака» для Windows Phone.

С 7 июля сервис сканирует все загружаемые файлы на вирусы при помощи инструментов Kaspersky Anti-Virus. После загрузки файла в облако пользователь видит статус: «заражён», «не заражён», «ожидает проверки». При выявлении небезопасного документа его нельзя скачивать и создавать на него ссылку. Также после внедрения сканирования вирусов сервис проверил на безопасность все 2 миллиарда файлов, загруженных до того.
24 сентября в онлайн-редакторе «Облака» появилась возможность работать с таблицами и презентациями в интерфейсе, похожем на Microsoft Office. В отличие от редактора документов, разработанного внутри Mail.ru, редактор таблиц и презентаций реализован с помощью технологии Microsoft Office Web Apps. Онлайн-редактор напрямую не поддерживает форматы .doc, .xls и .ppt, однако при необходимости пользователь может осуществить преобразование формата файла прямо в браузере.
24 ноября в «Облаке» появилась совместная работа с папками: для любой папки и каждого участника возможно установить необходимый доступ к просмотру или редактированию содержимого. Также появилась автозагрузка фотографий в общую папку одновременно с разных устройств. 22 декабря сервис официально вышел из стадии beta. Тогда же была отключена поддержка протокола WebDAV (например, позволяет подключать сетевой диск в Windows).

### 2015
3 февраля 2015 года запущено открытое тестирование двухфакторной аутенфикации: Mail.ru использует для этого дополнительный пароль, который высылается как SMS на телефонный номер, прикреплённый к аккаунту.
16 марта компания объявила о введении платных тарифов: от 99 рублей за 100 Гб до 1990 рублей за 4 Тб. Бесплатный порог составляет 25 Гб, размер одного файла ограничен 2 Гб. Пользователи, некогда получившие бесплатно 100 Гб и 1 Тб, сохранят свои квоты. По данным компании, у активного пользователя занято в среднем 3-5 Гб. На Россию приходится почти 65 % пользователей сервиса, ещё примерно 12 % — на Украину, около 8 % пользователей из Турции, 4 % — из Казахстана, 3 % — из Белоруссии.
В конце мая в десктопных приложениях для Windows и MacOS X появилась функция скриншотер для создания и редактирования скриншотов. Ожидается версия для Linux.
26 июня стал возможен просмотр видео файлов и прослушивание музыки в «Облаке».
С середины ноября в качестве технологической базы онлайн-редактора в «Почте» и «Облаке» используется решение Microsoft Office Online, которое повышает скорость онлайн-редактирования и поддерживает рецензирование документов. Новая платформа заменила Office Web Apps и Office Web Viewer всё той же Microsoft.
В конце ноября вышло обновление для устройств Apple — приложение было адаптировано под iOS9 и «полегчало» в два раза. Четвёртого декабря обновилось приложения для Android: переработан дизайн в стиле Material, также на платформах 6.0 Marshmallow реализована аутентификацию пользователя по отпечатку пальца.

### 2016
В апреле 2016 года в приложении для Android появился музыкальный плеер, который поддерживает распространённые типы аудиофайлов, в том числе .mp3, .wav, .wma, .flac, .m4a, .ogg и .aac. Также проигрыватель воспроизводит плейлисты форматов .m3u, .m3u8, .pls и разметку .cue и позволяет собрать список самостоятельно.
В декабре 2016 года компания уменьшила бесплатный объём при начальном создании Облака до 16 Гб.

### 2017
В феврале 2017 года бесплатный объём при начальном создании Облака уменьшен до 8 Гб.
У старых пользователей, не загружавших файлы в Облако, объём также был уменьшен до 8 Гб (включая тех пользователей, которые владеют бесплатными хранилищами в 1 Тб, полученными по акции в период с 20 декабря 2013 по 20 января 2014). Одной из самых неприятных вещей данного облака стало то, что те пользователи, которые загружали файлы в него очень редко, получали так называемую «заморозку» облака с последующей его блокировкой и уменьшением размера облака до 8 Гб с его очисткой (стиранием всех имеющихся файлов пользователя на облаке) в соответствии с п. 6.4.9 лицензионного соглашения сервиса «Облако@Mail.ru» редакций 2017—2018 годов.
25 сентября в мобильных приложениях заработала технология распознавания лиц на снимках.

### 2018
В январе 2018 года В2В-сервисы облачной инфраструктуры Mail.ru Group (Infra, Hotbox и Icebox) объединились под брендом Mail.Ru Cloud Solutions.
В феврале 2018 года на рынок B2B-услуг в сфере компьютерного зрения вышла технология компьютерного зрения Vision.
В апреле 2018 года «Диск-О:» — настольный клиент Облака Mail.ru для компьютеров на Windows и macOS — получил поддержку пяти крупнейших файлохранилищ: Облако Mail.ru, Яндекс. Диска, Dropbox, Диск Google и Box. В том же месяце Mail.ru Group совместно с NVIDIA запустила сервис облачных вычислений на GPU.
В ноябре 2018 года запущен облачный сервис аудиоаналитики на основе машинного обучения Sounds — технологию распознавания звуков. Также Mail.ru для бизнеса запустила облачный сервис поиска лиц по фотографиям с конференций.

### 2019
В мае 2019 года настольный клиент «Диск-О:» вышел на международный рынок облачных сервисов.
В июле 2019 года Облако Mail.ru получило возможность определять страны, в которых сделаны загруженные пользователями фотографии.
В октябре 2019 года Облако Mail.ru и Почта Mail.ru вошли в список 20 самых безопасных приложений по мнению Google Play.

### 2020
В январе 2020 года настольный клиент «Диск-О:» стало поддерживать протокол S3 для работы с облачными сервисами. Это обеспечило универсальный доступ пользователей Windows и macOS к своим файлам в Amazon Cloud, MCS Cloud и т. д.
В феврале 2020 года облачный сервис компьютерного зрения Vision стал распознавать скопления людей. Скорость распознавания для одного кадра — менее одной секунды.
В марте 2020 года Облако Mail.ru получило функцию распознавания документов на загруженных пользователями изображениях.

### 2023
29 августа 2023 года VK запустила сервис для бесшовного переноса данных из иностранных облачных хранилищ в Облако.

### 2024
Спустя 11 лет после запуска сервис объявил об отмене вечных бесплатных 100 Гбайт для первых пользователей.